# Støvlet-Kathrine
Støvlet-Kathrine er en tysk stumfilm fra 1921 af Robert Dinesen.

## Medvirkende
- Ica von Lenkeffy som Anne Kathrin
- Paul Hartmann som von Heyst
- Adolf Klein som von Ingenhofen
- Ilka Grüning
- Frida Richard
- Lucie Höflich som Anna Kathrins Mutter
- Karl Platen som Schuster
- Paul Otto som Kammerherr